# Damaji Gaikwar
Meherban Shrimant Sardar Damaji Rao Keroji Rao (Panji Rao) Gaikwar Shamsher Bahadur (+ 1721) fou un general maratha. Era fill del cap maratha Shrimant Keroji Rao Nandaji Rao Gaikwar, el gran de sis germans. Era net de Shrimant Nandaji Rao Gaekwad, comandant maratha de la fortalesa de Bhor que va agafar el nom de Gaikwar (amb diverses variants com Gaekwar, Gaekwad, Gaikowar i altres) derivad de gae = vaca i kavad = porta petita, per haver ajudat a fugir a un ramat de vaques d'un butxi musulmà.
El 1712 el cap maratha Khande Rao Dabhade va esdevenir molt poderós i va guanyar diverses batalles als governadors mogols i el 1716 va rebre el títol de senapati (comandant en cap) i va establir el seu comandament a Satara. El 1720 Khande Rao va estar present a la batalla de Kalapur contra el nizam, on va destacar per la valentia personal i dels seus homes, i entre aquestos un oficial anomenat Damaji Gaikwar, que pel seu valor va obtenir el títol de Shamsher Bahadur (l'Il·lustre home d'espasa) que va restar en possessió dels seus descendents en endavant.
Va morir el maig de 1721 deixant com a hereu i successor al seu nebot Pilaji Rao Gaikwar.